# Lago Kluane
El lago Kluane es un lago situado en el suroeste del Yukón (Canadá). Es el lago más grande situado íntegramente dentro de Yukón en aproximadamente con aprox. 408 km² y 81 km de longitud.
Hasta 2016, el lago Kluane se alimenteaba del Un'ay Chu (río Slims), compuesto de agua proveniente del glaciar Kaskawulsh, localizado dentro del parque nacional Kluane. El lago drena al río Kluane, que fluye a su vez en el río Donjek, el río Blanco, el río Yukón, y finalmente en el mar de Bering. El lago tiene una alta densidad de truchas de lago adultas (Salvelinus namaycush) y de corégonos (coregonus) y está sabido para su pesca.
El lago Kluane está localizado a aproximadamente 60 km al noroeste de Haines Junction. El lago tiene una profundidad media de 31 metros y una profundidad máxima de 91 metros.
La Autopista Alaska sigue la mayoría del lago Kluane por el sur, y ofrece bellas vistas del mismo.

## Galería de imágenes

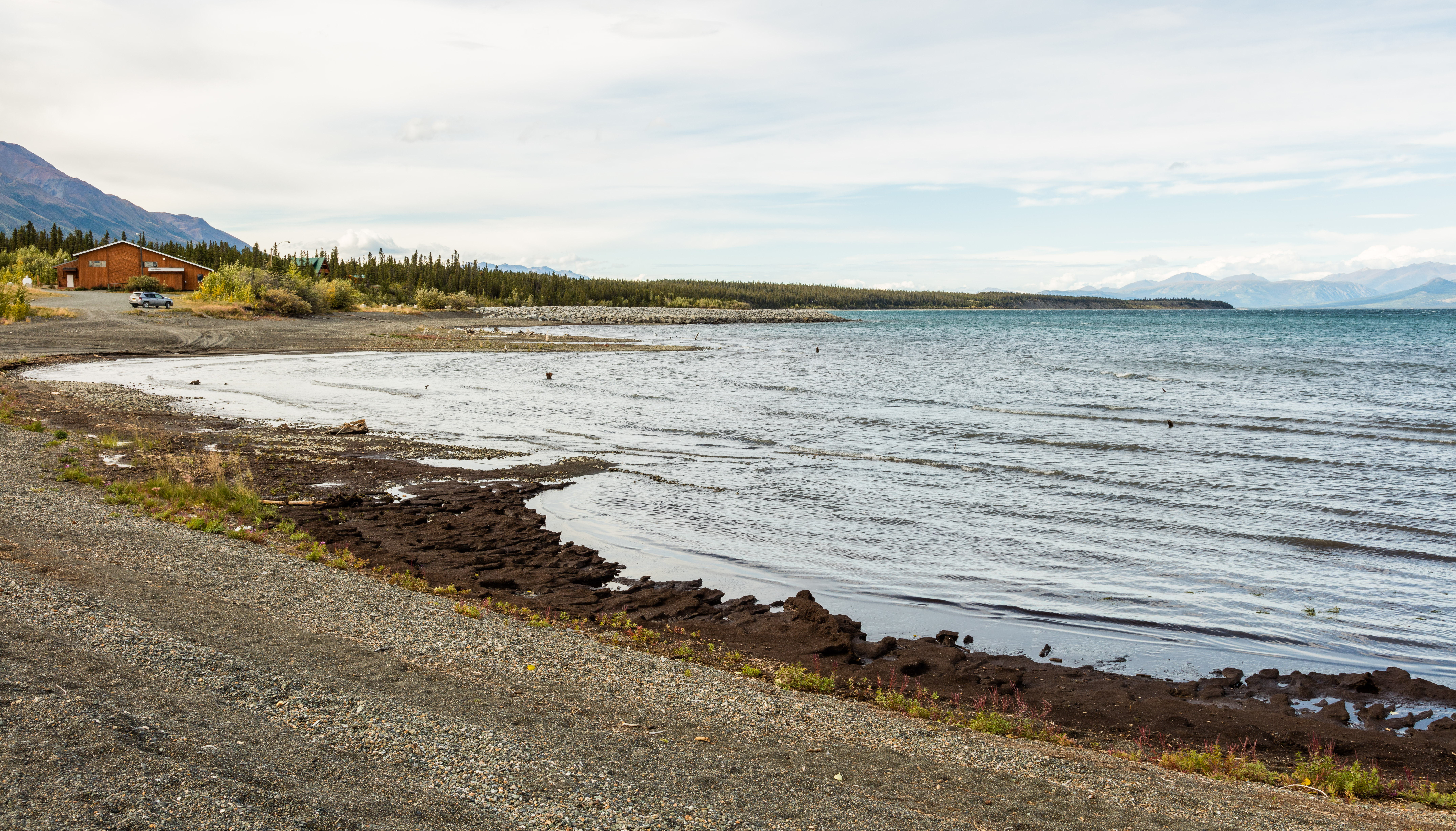
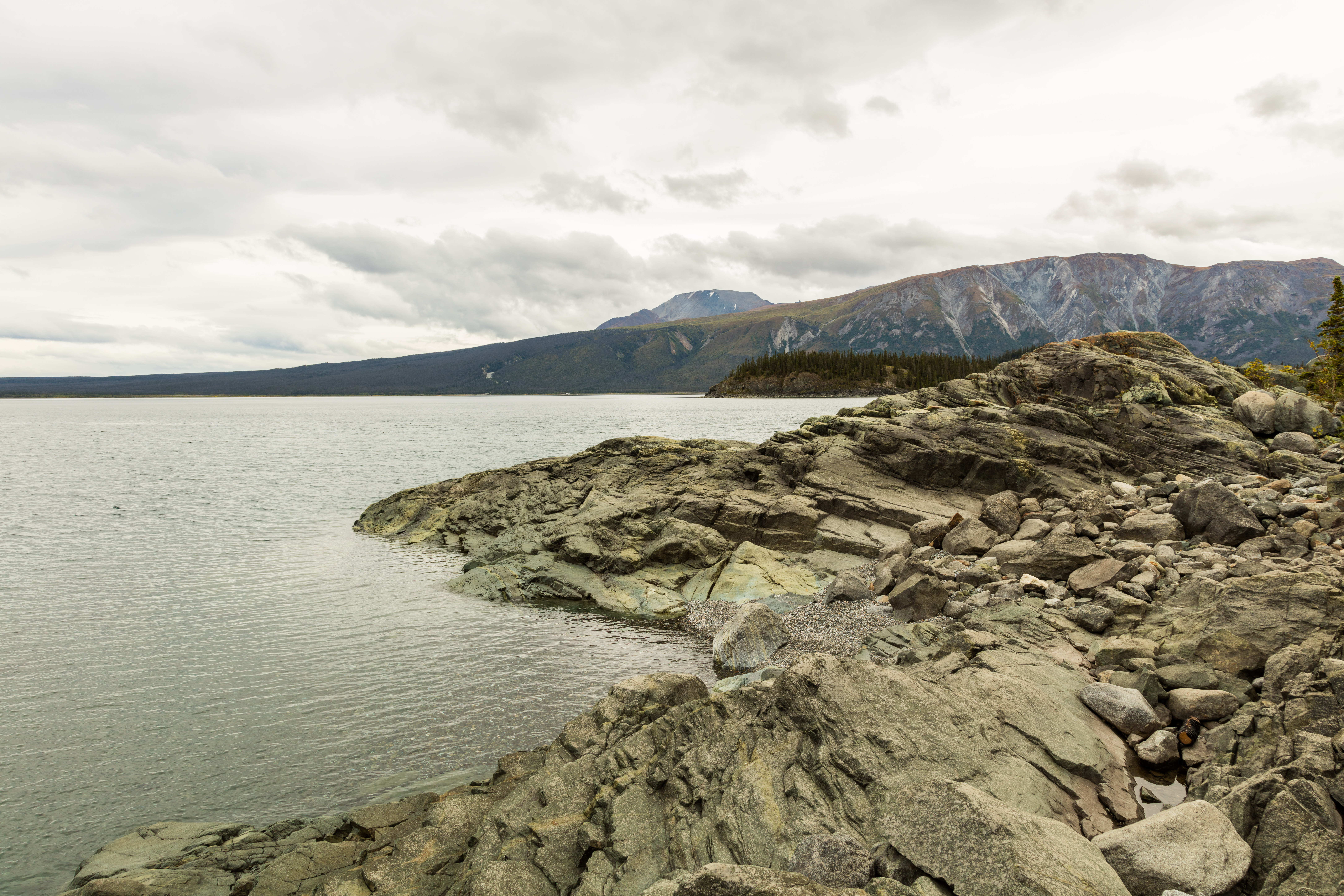
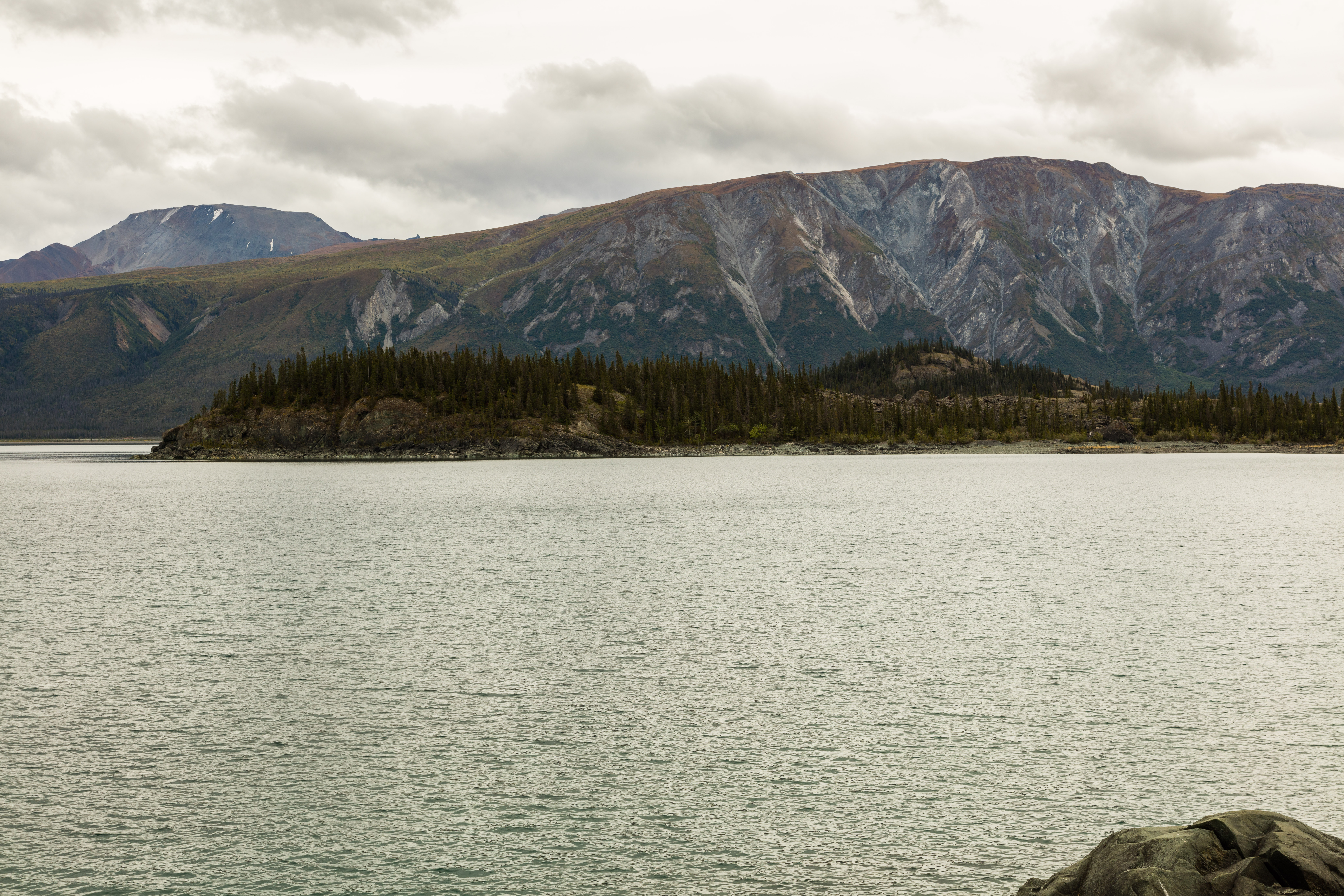
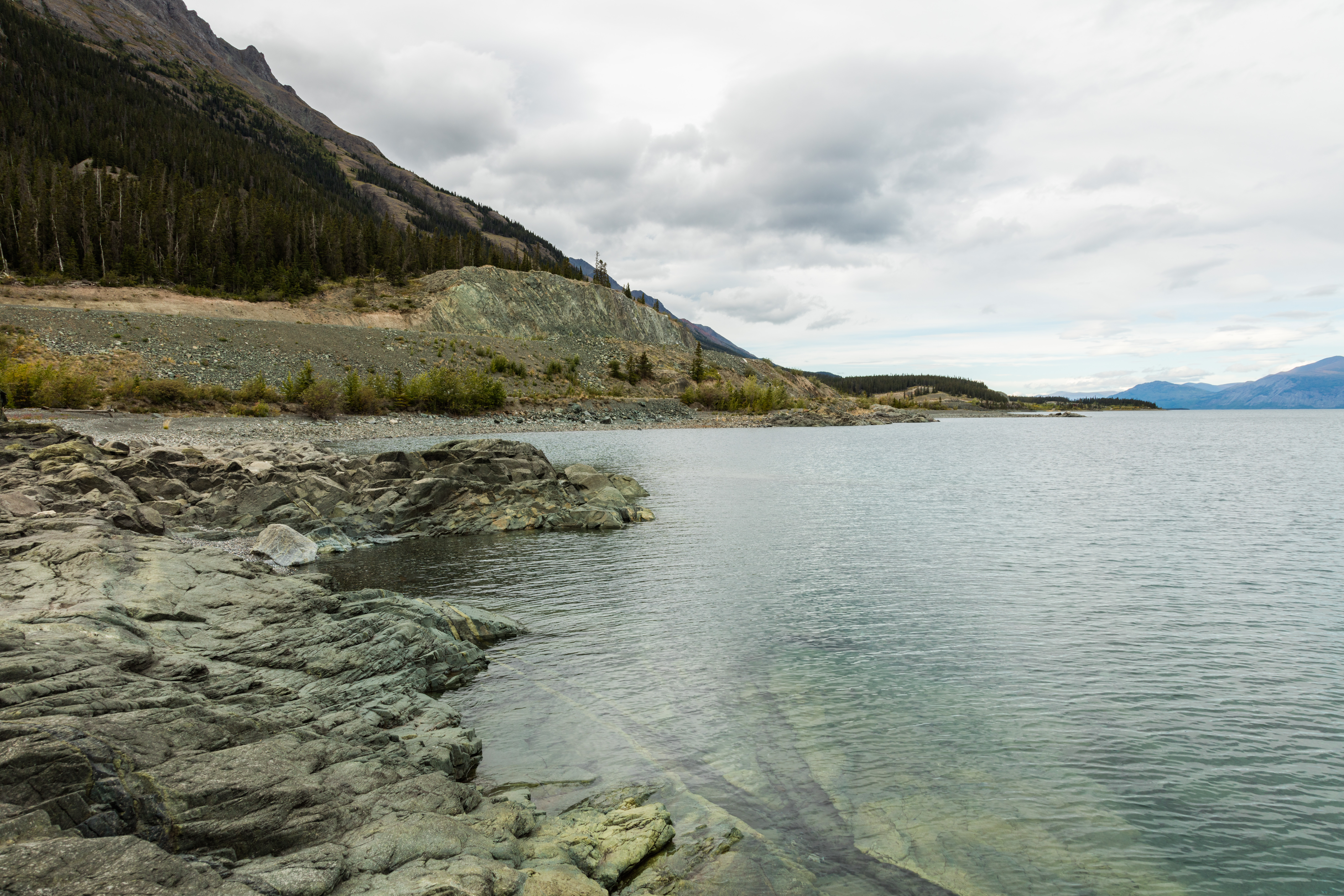
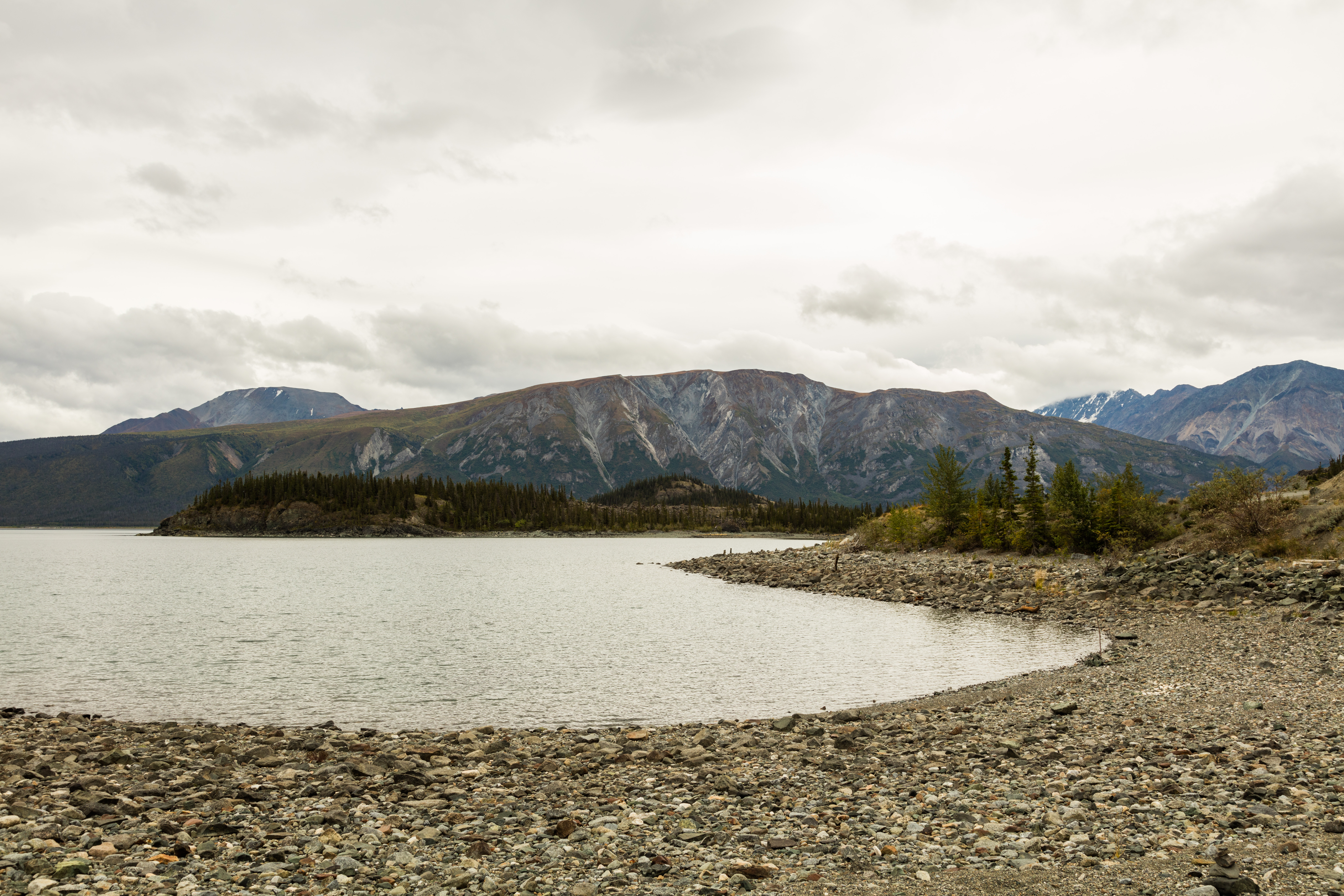
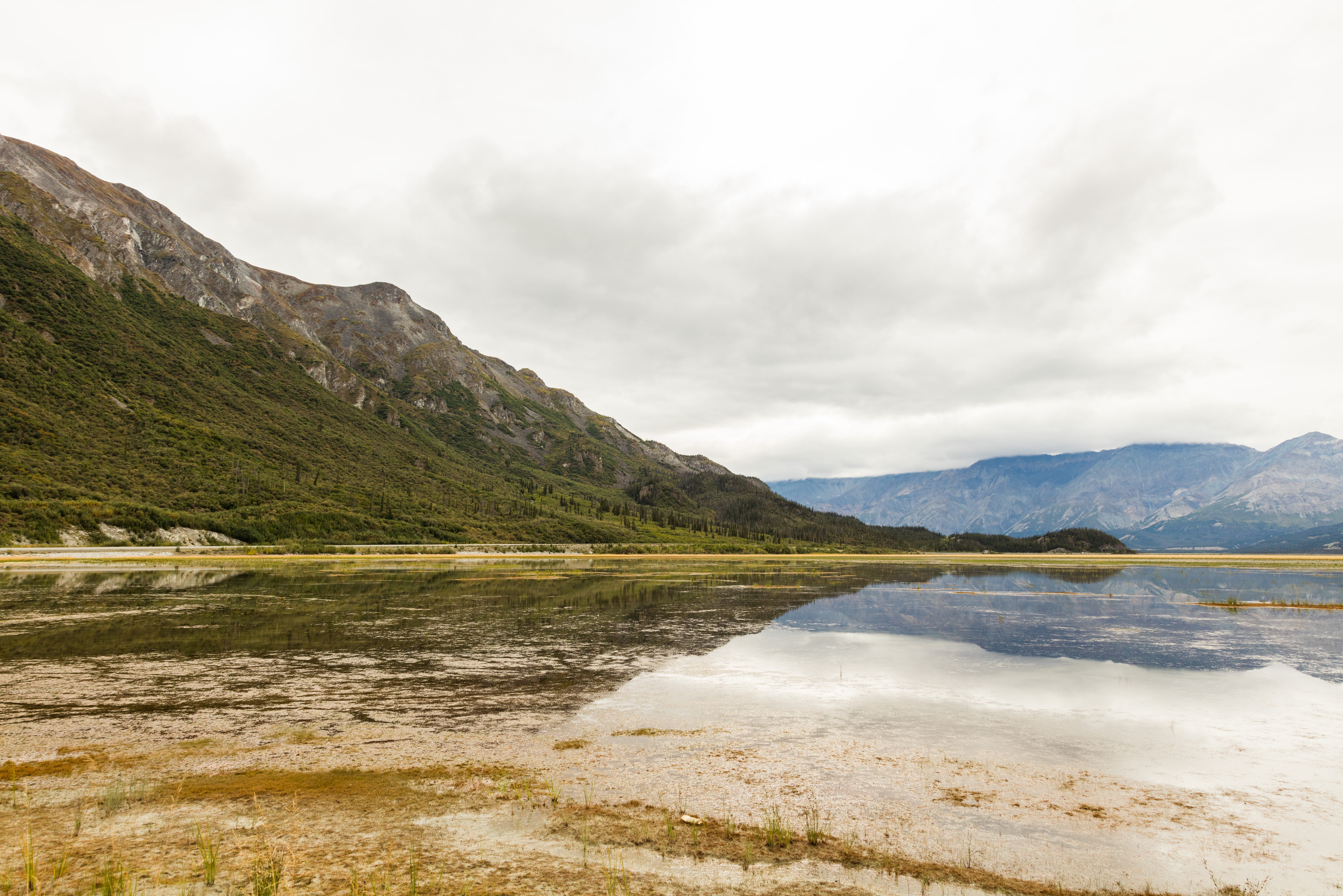